# کارلوس بریسنو
کارلوس بریسنو (انگلیسی: Carlos Briceno؛ زادهٔ august ۱۰, ۱۹۶۷ (۵۷ سال)) بازیکن والیبال اهل ایالات متحده آمریکا است.